# Castell de Madrona
El castell de Madrona és un castell medieval, actualment enrunat, que es troba dalt d'un turó al poble de Madrona, al municipi de Pinell de Solsonès.
Situat al cim (550 metres d'altitud) del darrer turó del contrafort de ponent del serrat de Madrona, està tan enrunat que es fa difícil discernir-ne la forma de la planta però sí que es constata encara que s'aixecava al costat de l'església romànica de Sant Pere de Madrona.
La primera referència documental trobada fins al present es tracta d'un document del 1053 mitjançant el qual es dona en alou uns terrenys que es troba sota del castell.
Un segon document datat el 21 de gener de 1073 el comte d'Urgell fa donació d'una propietat situada dins el terme del castell.
Documents posteriors ens permeten constatar que d'aquest castell en depenien el castell de Miralles i el castell de Bordell dels quals actualment se'n desconeix el seu emplaçament tot i que si que s'han conservat topònims que permeten situar-los de forma aproximada.
El conjunt de les restes del castell i l'església romànica van ser declarats Bé Cultural d'Interés Nacional mitjançant decret publicat al BOE el 5 de maig de 1949.

## El senyors de Madrona
La primera referència documental és de 1085. En ella hi apareixen com a senyors de Madrona la nissaga dels Gombau. En èpoques posteriors la titularitat va passar als Josa.